# Émile Chautemps
Pour les articles homonymes, voir Chautemps.
Émile Chautemps, né le 2 mai 1850 à Valleiry (duché de Savoie, royaume de Sardaigne) et mort le 10 décembre 1918 à Paris, est un homme politique français.

## Famille
François Émile Chautemps est le fils de Jean-Marie Chautemps, métayer du comte de Viry, qui fut syndic puis maire de la commune de Valleiry après la réunion de la Savoie à la France en 1860.
Son frère cadet, Alphonse (1860-1944), fut comme lui député et sénateur.
Son fils, Henry, fut assassiné au Sénégal en 1904 alors qu'il était adjoint aux affaires indigènes et prêtait main-forte pour l'arrestation d'un meurtrier. Il fut inhumé en avril 1904, après des obsèques civiles, à Fontaine-la-Guyon où ses parents possédaient une propriété.
Avant même la mort héroïque de Félix au Hartmannswillerkopf en 1915, un fils cadet, Maurice (1882-1914), avait été tué dès les premiers combats de la guerre de 1914 tandis qu'un autre fils, Pierre (1894-1945), était grièvement blessé dans le Nord.
Deux de ses fils, Félix (1877-1915) et Camille (1885-1963), eurent une carrière politique.
Il eut également deux filles : Marguerite (née en 1879) et Yvonne (née en 1891).

## Biographie
Docteur en médecine en 1875, député, sénateur puis ministre.
Émile Chautemps était actif dans la franc-maçonnerie. Il a été initié à la loge Isis-Montyon en 1880. Il a plus tard fréquenté diverses loges (L'Amitié, Cosmos 288).
Élu conseiller municipal de Paris, il devient président de cette assemblée de février à novembre 1889. Il est aussi député de la Seine de 1889 à 1897. En 1895, il est également élu conseiller général de Chamonix. Il est également à cette période Ministre des Colonies. Il est ensuite député de la Haute-Savoie de 1897 à 1905 (circonscription de Bonneville), sénateur de la Haute-Savoie de 1905 à 1918 , ministre des Colonies du 26 janvier au 1er novembre 1895, ministre de la Marine du 9 au 13 juin 1914.

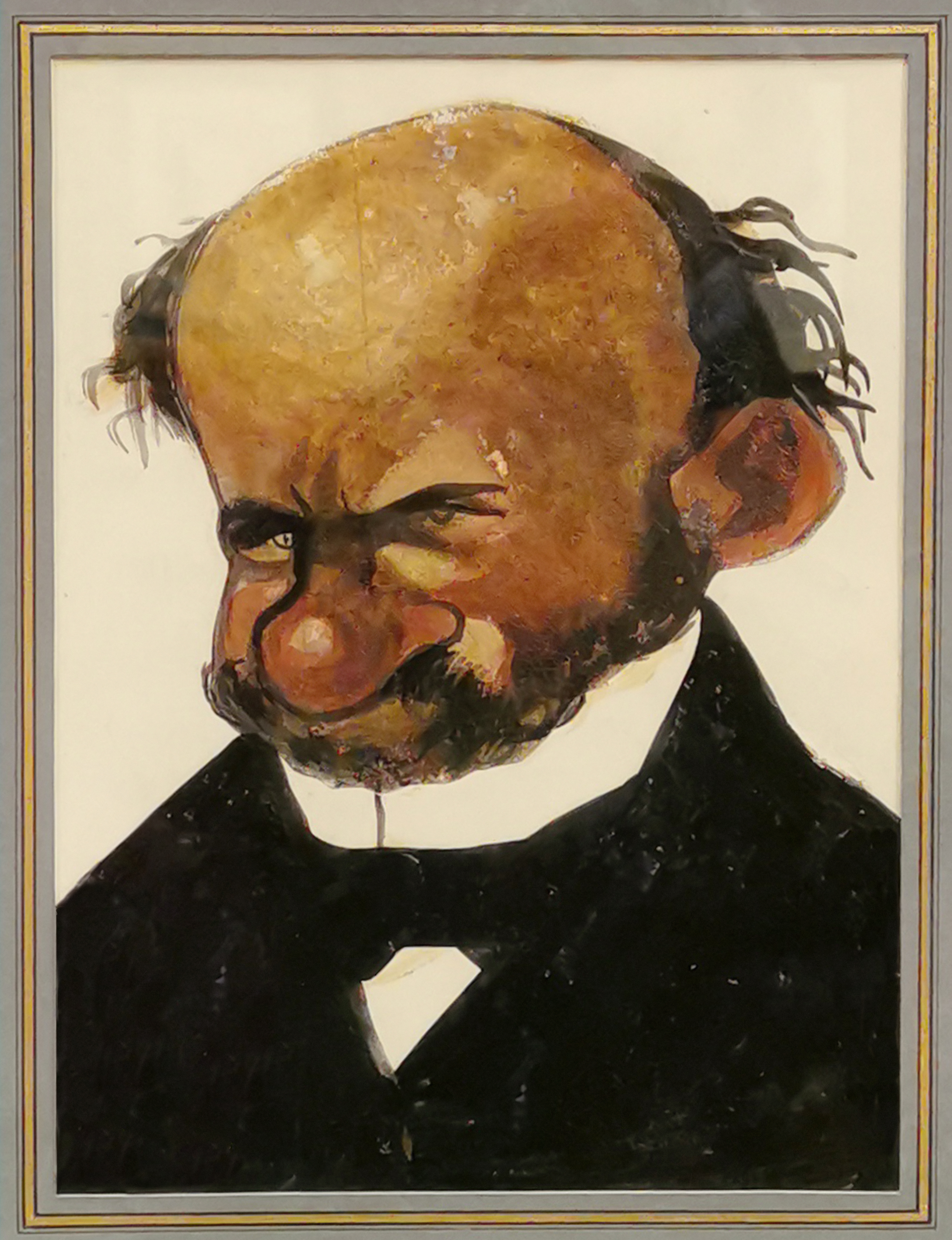
Portrait-charge par Tomás Leal da Câmara.

Le 6 décembre 1905, il vote en faveur de la loi de séparation des Églises et de l’État.
Il est  président de la Société philanthropique savoisienne de Paris, dont il est l'un des membres fondateurs avec les avocats François Quétand et Basile Rubin.
Il meurt le 10 décembre 1918 à l'hôpital du Panthéon.

## Distinction et honneurs
- Chevalier de la Légion d'honneur[12].
- Une rue de Cluses et un square parisien portent son nom.